# آلفين إم. جونستون
آلفين إم. جونستون (بالإنجليزية: Alvin M. Johnston)‏ هو طيار اختبار أمريكي، ولد في 18 أغسطس 1914 في مقاطعة ليون في الولايات المتحدة، وتوفي في 29 أكتوبر 1998 بسبب مرض آلزهايمر.